# Rue Pihet
La rue Pihet est une voie du 11e arrondissement de Paris, en France.

## Situation et accès
La rue Pihet est une voie publique située dans le 11e arrondissement de Paris. Elle débute au 9, passage Beslay et se termine au 10, rue du Marché-Popincourt.

## Origine du nom

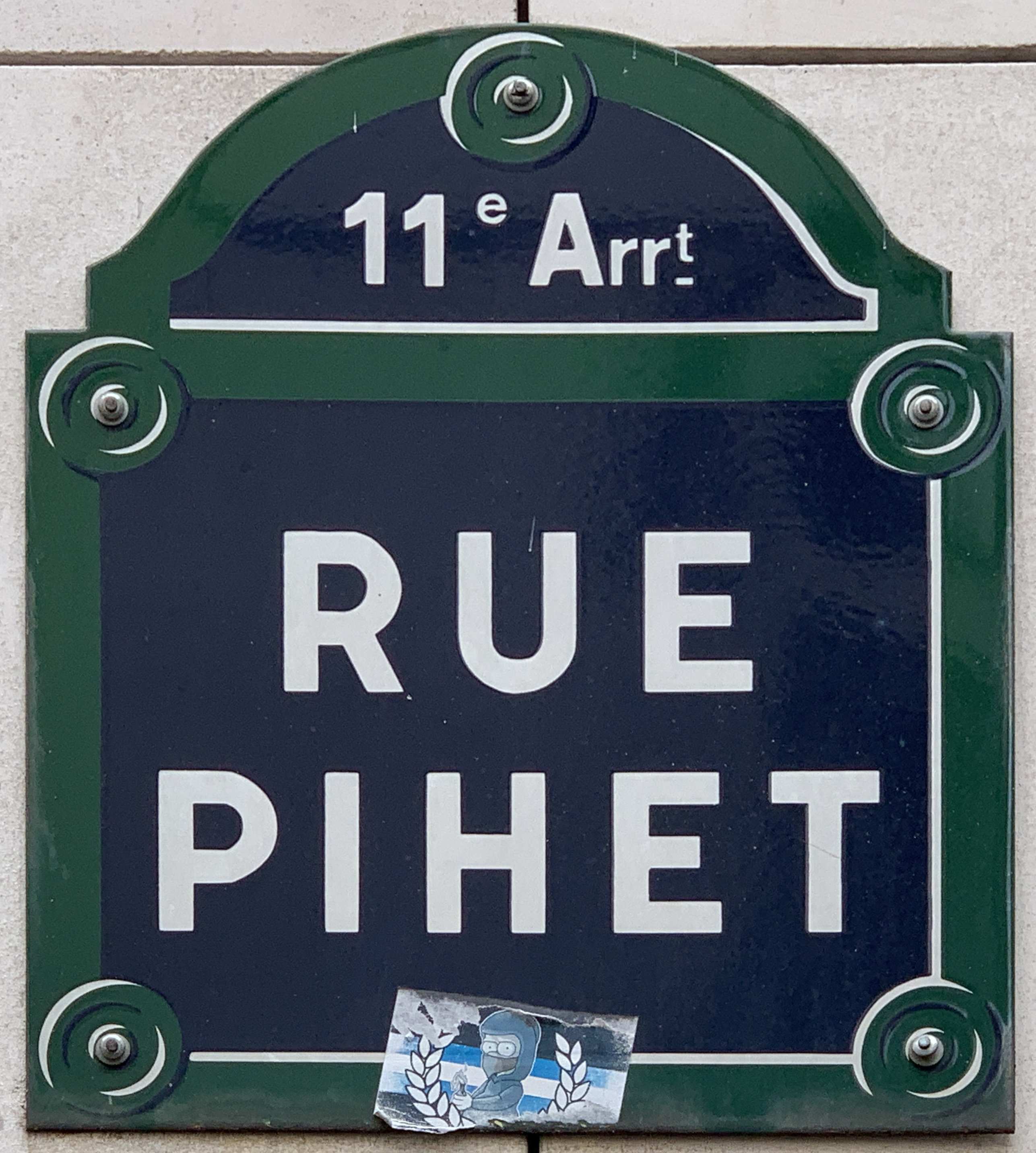
Plaque de la rue.

Le nom de cette rue fait référence au nom du propriétaire des terrains sur lesquels la voie fut créée.

## Historique
L'ancien passage Pihet, devenue une rue, est classé dans la voirie parisienne du 11 mai 1993 sous le nom de « rue Pihet ».

## Bâtiments remarquables et lieux de mémoire
- Jardinet Pihet-Beslay